# Antoon Aarts
Antoon Aarts (Lier, 10 juni 1902 - Wilrijk 17 januari 1978) was een Vlaams priester die vooral gekend is als medebedenker van de Chirojeugd, stichter van Kristi-jongens en Jongensbond Sint-Rochus. Als schrijver, gekend als Theo Lindekruis, schreef hij voornamelijk jeugdboeken.

## Levensloop
Antoon Aarts groeide op in een gezin met vijf kinderen. Als oudste zoon startte Aarts een seminarie-opleiding op 30 september 1926 om op 21 april 1930 tot priester gewijd te worden.
Priester Aarts begon als leraar aan het O.L.Vrouwecollege in Boom. Na een korte periode als onderpastoor in Tienen, werd hij in 1934 onderpastoor in Deurne en later leraar katholieke godsdienst aan het Koninklijk Atheneum van Antwerpen. In de jaren 30 schreef hij onder pseudoniem T. Lindekruis een aantal christelijk geïnspireerde jongensboeken en vier Vlaamse Filmpjes. Zijn Vlaamse Filmpjes waren humoristisch en tevens waarheidsgetrouw. Hij bewees hiermee dat hij de toenmalige jeugd door en door kende en dat hij goed wist hoe hij met jongeren om kon gaan. In totaal schreef T. Lindekruis meer dan dertig, voornamelijk religieus opvoedende, jeugdromans.
Als onderpastoor in Tienen richtte Aarts in 1933 de nieuwe jeugdbeweging Kristi-jongens op die geïnspireerd werd op enerzijds eigen ervaringen van scoutisme en KSA en anderzijds studies over de Duitse jeugdbewegingen Neudeutschland en Quickborn. Ze was niet in lijn met de Katholieke Actie en op 13 december 1933 verboden door het aartsbisdom. Aarts werd overgeplaatst naar de Sint Rochus-parochie te Deurne. Hier kon hij zijn ideeën wel uitwerken en stichtte op 2 april 1934 de Jongensbond Sint Rochus en enkele maanden later de meisjesgroep Madeliefjes Sint Rochus.
Aarts had goede contacten met Jos Cleymans, secretaris van het Jeugdverbond voor Katholieke Actie. Ze werkten vernieuwende ideeën uit die leidden tot het ontstaan van de Chirojeugd. Aarts hield zich veel bezig met de thematiek en vormgeving. Hij schreef o.a. de Vlaggegroet en de Strijdkreet en liederen zoals Trouw! Tot Weerziens! En Kerels!. Aarts publiceerde in "Het Katholiek Patronaat" artikels over "Jeugd en romantiek" en volledige scenario's voor massaspelen waaronder de eerste Meivaart en de eerste Chiromale van 1935. De ”Belijdenis” die hij in "zijn" Rochus-jeugdbeweging gebruikte werden later overgenomen door de Landsbond.
Priester Aarts was aalmoezenier op CM-kampen en bestuurslid van "Kunstenaars voor de Jeugd". 
Na zijn dood verscheen het artikel in GVA: "Antoon Aarts was de geestelijke vader van de Chirojeugd" waarin beschreven werd hoe de ideeën van Aarts werden overgenomen en de Chirojeugd vorm gaf.

## Prijzen
- Voor Lied van mijn Land kreeg Aarts in 1953 de Prijs van de provincie Antwerpen voor beste jeugdboek.[6]
- In 1955 ontving hij de Antwerpse Provinciale Prijs voor Letterkunde.[6]

## Bibliografie

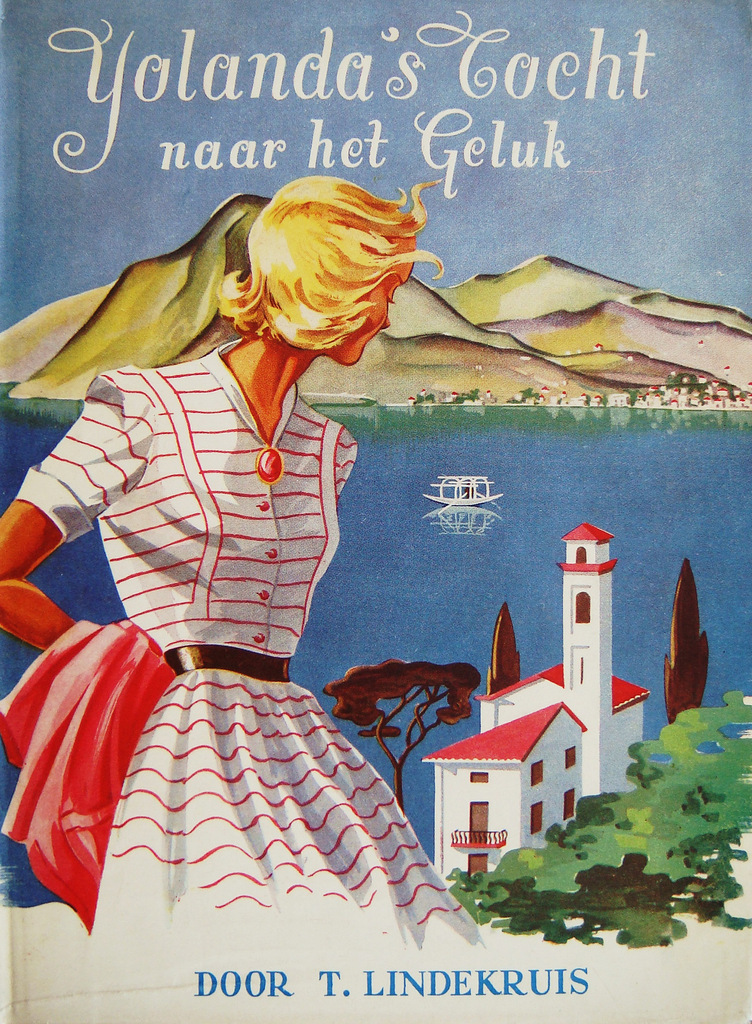
Yolanda's tocht naar het geluk (1948)